# اندیس نوده صرصره
نوده صرصره یک اندیس فلزی است که در حوالی شهر باشتین استان خراسان قرار دارد و مادهٔ معدنی موجود در آن، مس است.سنگ میزبان این اندیس پریدوتیت است و دیرینگی آن به دوران نئوژن می‌رسد. در این اندیس، پاراژنز‌های پیریت یافت می‌شوند.